# IC 181
IC 181 је галаксија у сазвјежђу Ован која се налази на листи објеката дубоког неба у Индекс каталогу.
Деклинација објекта је + 23° 39' 33" а ректасцензија 2h 0m 2,3s. Привидна величина (магнитуда) објекта IC 181 износи 14,7 а фотографска магнитуда 15,7. IC 181 је још познат и под ознакама MCG 4-5-30, CGCG 482-39, NPM1G +23.0053, PGC 7559.